# The Eyes of the World
Pour plus de détails, voir Fiche technique et Distribution.
The Eyes of the World est un film américain, réalisé par Henry King, sorti en 1930.

## Synopsis
James Rutledge séduit Myra Willard et lui promet le mariage. Une fille, Gertrude, naît de cette relation. Mais, dans un accès de rage, l'épouse légitime de Rutledge défigure Myra avec de l'acide, l'enfant étant aussi légèrement marquée, après quoi Myra se retire aux yeux du monde dans un village de la montagne.
Trente ans plus tard, elle arrange le mariage de sa fille avec Edward Taine, un homme riche mais plus âgé qu'elle. Plus tard, à Paris, Gertrude rencontre Aaron King, un jeune artiste, et s'entiche de lui. Dans l'espoir de rompre cette relation, Taine emmène Aaron, Gertrude, et le jeune James Rutledge Junior, dans son campement à la montagne. Aaron y rencontre Sybil, la fille du romancier Conrad LaGrange, et tombe amoureux d'elle. Mais, lorsque, humiliée par Gertrude, Sybil permet à James Jr. de la raccompagner chez elle, il cherche à profiter d'elle. Myra entre alors et, reconnaissant le fils de Rutledge, est près de le tuer, mais il est sauvé par l'arrivée de Gertrude et Aaron. Myra révèle son identité, et Sybil apprend que la relation entre Gertrude et Aaron est innocente.

## Fiche technique
- Titre original : The Eyes of the World
- Réalisation : Henry King
- Scénario : N. Brewster Morse, Clarke Silvernail, d'après le roman éponyme de Harold Bell Wright (en)
- Photographie : Ray June, John Fulton
- Son : Ernest Rovere
- Montage : Lloyd Nosler
- Production : Sol Lesser
- Société de production : Inspiration Pictures
- Société de distribution : United Artists Corporation
- Pays d’origine :  États-Unis
- Langue : anglais
- Format : Noir et blanc - 35 mm - 1,20:1  -  Son Mono (Movietone)
- Genre : Mélodrame
- Durée : 78 minutes
- Date de sortie :
  - États-Unis : 14 août 1930 (première à New-York)

## Distribution
Prologue
- Eulalie Jensen : Mme Rutledge
- Hugh Huntley : James Rutledge
- Myra Hubert : Myra
- Florence Roberts : la bonne

30 ans plus tard
- Una Merkel : Sybil
- Nance O'Neil : Myra
- John Holland : Aaron King
- Fern Andra : Gertrude Taine
- Hugh Huntley : James Rutledge Junior
- Frederic Burt : Conrad LaGrange
- Brandon Hurst : Edward Taine
- William Jeffrey : Bryan Oakley